# متحف السيارات التاريخية والقديمة والتقليدية
مدينة متحف السيارات هو متحف للسيارات الكلاسيكية والفخمة والقديمة في منطقة الشويخ الصناعية في دولة الكويت. افتتح المبنى في 10 أكتوبر عام 2010، ويتألف من منطقتين، منطقة لعرض السيارات، ومنطقة خاصة مساحة مرورية تسمح للأطفال بتجربة قيادة السيارات، كما يستضيف سنوياً المسابقة العالمية للسيارات الكلاسيكية.

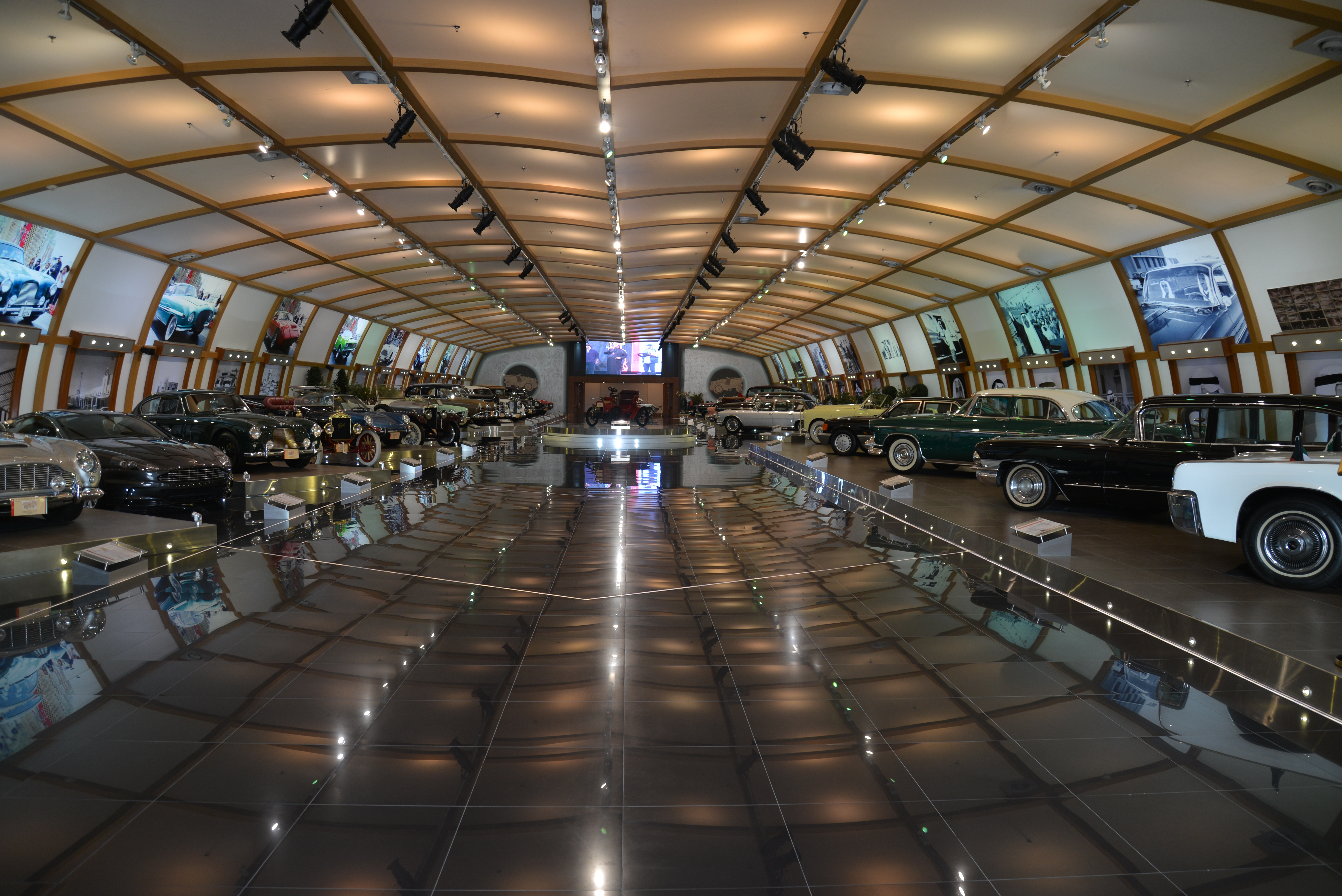
متحف السيارات التاريخية والقديمة والكلاسيكية بالكويت